# Das Höllenriff
Das Höllenriff ist ein US-amerikanischer Abenteuerfilm aus dem Jahr 1953 von Robert D. Webb.

## Handlung
Die aus Griechenland stammende Familie Petrakis lebt vom Tauchen nach Meeresschwämmen vor Tarpon Springs in Florida. Vater Mike und Sohn Tony fahren mit der Mannschaft ihres Bootes „Aegli“ aufs Meer, während Mutter Petrakis und Tochter Penny sich um den Haushalt kümmern. Mike hat sich Geld von Demetrios Sofotes geliehen, der nun auf Rückzahlung besteht. Mike und seine Mannschaft beklagen nicht nur ihre enttäuschenden Fangquoten. Ihre Konkurrenz vom Boot „Helios“ fährt reiche Ernte ein, die sie vom gefährlichen „Höllenriff“ geholt haben.
Bei einer Kirchenfeier, die auf den Fischerbooten abgehalten wird, gewinnt Tony einen Tauchwettbewerb. Er und seine Familie werden gesegnet. Tony ringt seinem Vater das Versprechen ab, bei der nächsten Tour selber tauchen zu dürfen. Mike glaubt, dass die Gebiete in Küstennähe abgeerntet sind. Er fährt mit seinem Boot nach Key West, wo viele griechische Fischer leben. Tatsächlich ist der nächste Fang der „Aegli“ sehr gut. Doch zwei Amerikaner, Arnold Dix und Griff Rhys, erpressen die Mannschaft um die Herausgabe der Schwämme, als sie damit drohen, Mikes Luftschlauch zu zerschneiden. Tony und die Mannschaft geben den Fang heraus. Mike lässt die „Aegli“ nach Key West fahren, um dort vorgeblich ihren großen Fang gebührend zu feiern. Tony sucht derweil nach den Verbrechern und trifft auf Gwyneth, Arnolds Freundin. Die beiden verlieben sich. Nach einer Schlägerei mit Arnold entflieht Tony mit Gwyneth in einen Park. Mike kann Arnold bei einem Kampf besiegen und zwingt ihn, seine Zigarre zu essen.
Die nächste Fahrt soll die „Aegli“ am Höllenriff machen. Doch es kommt zu einem tragischen Tauchunfall, bei dem Mike die Dekompressionskrankheit erleidet und an ihr stirbt. Während Tony trauert, plündern Arnold und Griff die „Aegli“, während andere amerikanische Taucher seinen Onkel Socrates in ein Handgemenge verwickeln. Die „Aegli“ gerät in Brand und wird nahezu zerstört. Gwyneth nimmt Tony mit zu ihrem Vater Thomas. Der Vater ist ein gerechter Mann und befiehlt Arnold und seinen Gesellen für die gestohlenen Schwämme zu zahlen. Zornig greift Arnold Tony an und verletzt ihn. Tony schafft es zu den Docks zu gelangen. Gwyneth und er stehlen ein Boot, die „Conch“. Sie beginnen am Höllenriff nach Schwämmen zu tauchen. Arnold und seine Männer finden die beiden jedoch bald. Zwischen Tony und Arnold kommt es zu einem Faustkampf, bei dem sie im Wasser landen. Arnold gerät in Seetang und droht zu ertrinken. Tony rettet ihn. Die beiden begraben ihre Feindschaft. Gwyneth will Tony heiraten, die beiden Familien bereiten das Hochzeitsfest vor.

## Kritik
Das Lexikon des internationalen Films beschreibt den Film als „eine sympathische Abenteuergeschichte, verquickt mit einem Liebes- und Eifersuchtsdrama, die vor allem von den eindrucksvollen Unterwasseraufnahmen lebt.“
Die Filmzeitschrift Cinema über den Film: „Als eine der ersten CinemaScope-Produktionen sorgte der Film durch seine Unterwasserbilder für Aufsehen (Oscar-nominierte Kamera!). Allerdings gerieten auch die Dialoge etwas wäßrig. Fazit: Bunte Bilder, nur der Sinn fischt im Trüben.“
Die Variety lobt die Kameraarbeit, bemängelt aber zugleich die mangelnde Effektivität des Regisseurs in der Führung seiner jungen Darsteller.
Auch Bosley Crowthers von der New York Times ist von der Kameraführung, besonders bei den Unterwasseraufnahmen, beeindruckt. Doch die Geschichte des Films beschreibt er als banal und abgedroschen.

## Auszeichnungen
1954 wurde Edward Cronjager in der Kategorie Beste Kamera (Farbe) für den Oscar nominiert. Eine weitere Nominierung gab es bei den Internationalen Filmfestspielen in Cannes im gleichen Jahr für den Grand Prix du Festival.

## Hintergrund
Die Uraufführung fand am 2. Dezember 1953 statt. In Deutschland erschien der Film erstmals am 13. April 1954.
Gedreht wurde an den Originalschauplätzen Tarpon Springs und Key West.
Szenenbildner Lyle R. Wheeler war für die Ausstattung verantwortlich. In der Originalversion ist Rock Hudson als Sprecher zu hören, der die ersten Unterwasseraufnahmen beschreibt.
Der Film ist in der Public Domain und frei verfügbar im Internet herunterzuladen.

## DVD
Im Dezember 2013 veröffentlichte 20th Century Fox den Film in seiner Cinema Archives - Reihe unter dem Titel Beneath the 12-Mile Reef erstmals ungekürzt und restauriert im original CinemaScope-Bildformat als MOD (Manufactured-on-Demand) - DVD-R in den USA.
Davor erschien der Film schon in Spanien unter dem Titel Duelo en el fondo del mar und in Frankreich unter dem Titel Tempête sous la mer ungekürzt auf DVD.
Die deutsche DVD von Inter-Pathé, welche im Oktober 2013 erschien, ist hingegen gekürzt, basiert sie doch auf der zensierten britischen Kinofassung, welche der Public Domain-Fassung der ARCHIVE.ORG entspricht.
Im deutschen Free-TV wurde der Film jedoch stets ungekürzt ausgestrahlt.